# Maschinengewehr 42
Maschinengewehr 42, kort MG 42,  är en kulspruta som utvecklades 1942 av Tyskland under andra världskriget. Vapnet hade en kaliber av 7,92 mm och framtogs för att ersätta den tidigare kulsprutan Maschinengewehr 34. Båda vapnen fortsatte dock att produceras och användas sida vid sida till slutet av andra världskriget. Mg 42 hade för sin tid en mycket hög genomsnittlig eldhastighet av 1500 patroner per minut. Detta gav den smeknamnet "Hitler's buzzsaw" (Hitlers cirkelsåg) av amerikaner som mötte vapnet i strid då man knappt kunde höra tystnaden mellan patronerna. Till och med i Sverige fick vapnet smeknamn som "dödslien" och "hitlersågen".

## Stridsteknik och konstruktion
Tysk stridsteknik på gruppnivå fokuserade kring kulsprutan. Soldaterna i skyttegruppen användes för att bära ammunition samt att spana efter mål för kulsprutan. Den mycket höga eldhastigheten (1500 skott per minut) kan tyckas "slösaktigt" snabb, då ett band på 250 patroner kan skjutas slut på 10 sekunder, men den tyska kulsprutefilosofin baseras på att en grupp soldater kommer enbart att visa sig för fientliga soldater en mycket kort tid innan den sätter sig i skydd igen. Därför måste kulspruteskytten hinna få iväg maximalt antal skott mot gruppen för att maximera träff- och nedhållningsmöjligheten.

## Varianter
- MG 42 – Grundvariant
- MG 42V – Uppdaterad variant med ny mekanism byggd av billigare metall. Även kallad MG 45.[2]
- MG 51 – Schweizisk variant omborrad till schweizisk 7,5 mm ammunition.
- M53 – Jugoslavisk kopia med lägre eldhastighet.
- 6,5 mm kulspruta fm/56 M – Svensk försöksmodell i standard configuration.[3]
- 6,5 mm kulspruta fm/56 L – Svensk försöksmodell med ny kolv. L för Lundin.[4]
- MG3 – Modern variant omborrad till 7,62 mm NATO.

## Omdöme
Med den kanske högsta eldhastigheten för en enpipig lätt kulspruta, ett distinkt och karaktäristiskt läte, beprövade vitsord om tillförlitlighet, hållbarhet och enkelhet att hantera, har MG42 fått ett rykte att vara en av de bästa infanterikulsprutorna som någonsin tillverkats. MG 42:an överlevde Nazitysklands nederlag och utgjorde grunden till den nästan identiska MG1, som senare vidareutvecklades i modellerna MG2 och MG3. Även MG42/59 härstammar från MG42. MG42/59 och MG3 användes av flera arméer under kalla kriget och används än i dag. MG 42 har bland annat tillverkats av Jugoslavien, Spanien, Turkiet och Iran.

## Sverige
Den har även tillverkats i Sverige av Carl Gustafs stads gevärsfaktori. När svenska försvaret på 1950-talet skulle anta en ny kulspruta testades MG 42 under beteckningen ksp m/56 i kaliber 6,5 mm. Istället antogs den belgiska FN-MAG under namnet Ksp 58. I köpet av Leopard 2 på 1990-talet infördes MG3 i Försvarsmakten under namnet ksp 94.